# Hochzinödl
Hochzinödl är en bergstopp i Österrike.   Den ligger i distriktet Liezen och förbundslandet Steiermark, i den östra delen av landet, 150 km sydväst om huvudstaden Wien. Toppen på Hochzinödl är 2 191 meter över havet, eller 498 meter över den omgivande terrängen. Bredden vid basen är 5,2 km.
Terrängen runt Hochzinödl är huvudsakligen bergig, men söderut är den kuperad. Närmaste större samhälle är Trieben, 16,5 km sydväst om Hochzinödl. 
I omgivningarna runt Hochzinödl växer i huvudsak blandskog. Runt Hochzinödl är det ganska tätbefolkat, med 60 invånare per kvadratkilometer.